# Typhinae
Typhinae is een onderfamilie van weekdieren uit de klasse van de Gastropoda (slakken).

## Geslachten
- Brasityphis Absalão & Santos, 2003
- Distichotyphis Keen & Campbell, 1964
- Haustellotyphis Jousseaume, 1880
- Indotyphis Keen, 1944 †
- Laevityphis Cossmann, 1903
- Lyrotyphis Jousseaume, 1880 †
- Monstrotyphis Habe, 1961
- Pilsbrytyphis Woodring, 1959 †
- Rugotyphis Vella, 1961 †
- Siphonochelus Jousseaume, 1880
- Typhina Jousseaume, 1880
- Typhinellus Jousseaume, 1880
- Typhis Montfort, 1810
- Typhisala Jousseaume, 1881
- Typhisopsis Jousseaume, 1880